# Andreas von Bernstorff (Verwaltungsjurist)

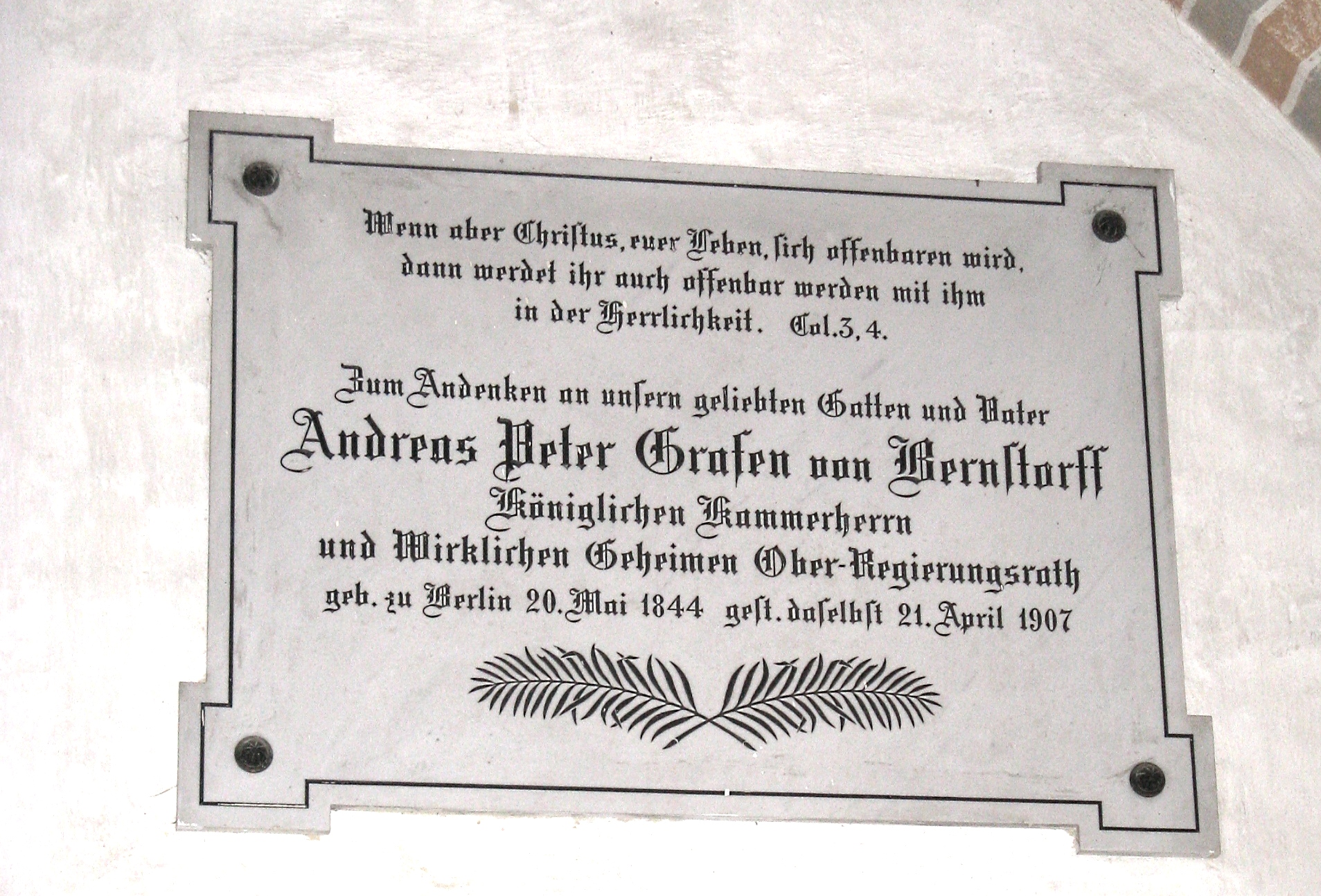
Gedenktafel in der St. Abundus-Kirche in Lassahn

Andreas Peter Graf von Bernstorff, auch mit Besitznamen von Bernstorff-Stintenburg (* 20. Mai 1844 in Berlin; † 21. April 1907 ebenda) war ein preußischer Verwaltungsjurist, Abgeordneter und eine führende Persönlichkeit der Gemeinschaftsbewegung in Deutschland.

## Leben
Er war der Sohn von Albrecht von Bernstorff (1809–1873). 1854 zog die Familie nach London, da der Vater dort den Posten des preußischen Botschafters in England übernommen hatte. Ab 1861 studierte er an der Universität Berlin Jura. 1869 wurde er in das Komitee der Evangelischen Allianz gewählt.
Zusammen mit Eduard von Pückler und Jasper von Oertzen gehörte er zu den Initiatoren der ersten Gnadauer Konferenz und ist somit einer der Väter der deutschen Gemeinschaftsbewegung.
1873 ging er als Botschaftsrat nach Washington. Von 1874 bis 1880 war er Landrat des Kreises Herzogtum Lauenburg. In diesem Amt erwarb er sich, so Hellmut von Gerlach, durch seine Frömmigkeit und Prinzipientreue den Spitznamen der heilige Andreas. 1880 wurde er auf Betreiben Otto von Bismarcks aus dessen Heimatlandkreis Herzogtum Lauenburg weg auf eine eigens für ihn geschaffene Stelle als Regierungsrat im Preußischen Ministerium der geistlichen, Unterrichts- und Medizinalangelegenheiten nach Berlin versetzt. 1887 wurde er Geheimer Oberregierungsrat und 1902 Wirklicher Geheimer Oberregierungsrat. Zum 1. April 1904 nahm er seinen Abschied aus Gesundheitsgründen.
Als 1883 in Berlin der erste CVJM in Deutschland gegründet wurde, wurde er zum stellvertretenden Vorsitzenden gewählt. 1893 und 1898 wurde er im Wahlkreis Lauenburg für die Deutsche Reichspartei in den Reichstag gewählt, dem er bis 1903 angehörte. 1906 wurde Bernstorff, neben Walter Michaelis (erster Vorsitzender) und Leopold Wittekindt (Stellvertreter und Schriftführer), zum dritten Vorsitzenden des Gnadauer Gemeinschaftsverbandes gewählt.
Ab 1896 war er Vorsitzender des Berliner Komitees im Deutschen Hilfsbund für Armenien, der auf Anregung von Johannes Lepsius als Reaktion auf die Armeniermassaker Abdülhamids II. 1894 bis 1896, die bereits genozidalen Charakter hatten, gegründet worden war, sowie ab 1900 der daraus hervorgegangenen Deutschen Orient-Mission.
1881 heiratete er Augusta von Hottinger (1860–1919) aus Vevey, mit der er fünf Kinder, drei Söhne und zwei Töchter, hatte. Der älteste Sohn war der Diplomat und Widerstandskämpfer Albrecht Graf von Bernstorff (1890–1945).

## Auszeichnungen
- Kammerherr (1880)[8]
- Ritter-Expektant des Deutschen Ordens, Balley Utrecht[9]
- Roter Adlerorden, 2. Klasse mit Eichenlaub
- Königlicher Kronen-Orden (Preußen)
  - 2. Klasse mit Stern (1904)
  - 4. Klasse am Erinnerungsband
- Johanniterorden, Rechtsritter
- Albrechts-Orden, Komtur 2. Klasse

## Schriften
- Die Apostelgeschichte; 100 Betrachtungen. Deutsche Evangelische Buch- und Tractat-Gesellschaft, Berlin 1904.
- Die Evangelische Allianz. 2. rev. Auflage, Deutsche Evangelische Buch- und Tractat-Gesellschaft, Berlin 1905.
- Die Briefe des Apostels Johannes: Kurze Betrachtungen für Bibelleser. 2. Auflage, Evangelische Buch- und Traktat-Gesellschaft, Berlin 1907.